# Równanie Pella

Przykład równania Pella dla D=2

Równanie Pella – równanie diofantyczne postaci
{\displaystyle x^{2}-Dy^{2}=1}
gdzie {\displaystyle D} jest liczbą całkowitą dodatnią. Równanie to dla {\displaystyle D} będącego kwadratem liczby całkowitej posiada jedynie rozwiązania {\displaystyle (1,0)} oraz {\displaystyle (-1,0),} zaś dla {\displaystyle D} niebędącego kwadratem liczby całkowitej posiada nieskończenie wiele rozwiązań.
Dla {\displaystyle D=n^{2},} gdzie {\displaystyle n\in \mathbb {Z} } otrzymujemy równanie {\displaystyle x^{2}-n^{2}y^{2}=1,} czyli {\displaystyle (x-ny)(x+ny)=1,} co jak łatwo zauważyć faktycznie w liczbach całkowitych posiada jedynie rozwiązania {\displaystyle (1,0)} oraz {\displaystyle (-1,0).}
Dla {\displaystyle D} niebędącego kwadratem liczby całkowitej istnieje algorytm konstruujący nieskończenie wiele rozwiązań.

## Znajdowanie rozwiązań
Niech {\displaystyle {\frac {l_{n}}{m_{n}}}} będzie ciągiem ułamków łańcuchowych dla liczby {\displaystyle {\sqrt {D}}.} Sprawdzamy pary liczb {\displaystyle (l_{n},m_{n})} aż któraś z nich będzie spełniać równanie Pella, taki moment nastąpi o ile {\displaystyle D} nie jest kwadratem liczby całkowitej.
Z tej pary liczb (oznaczmy ją jako {\displaystyle (x_{1},y_{1})}) można wygenerować nieskończenie wiele innych (istotne jest to, że w tej parze {\displaystyle y_{1}\neq 0,} w przeciwnym razie jako parę początkową można by brać parę {\displaystyle (1,0)}).
Zauważmy, że skoro {\displaystyle x_{1}^{2}-Dy_{1}^{2}=1,} to {\displaystyle (x_{1}-y_{1}{\sqrt {D}})(x_{1}+y_{1}{\sqrt {D}})=1.}
Oznaczmy przez {\displaystyle x_{n}} i {\displaystyle y_{n}} liczby spełniające równanie {\displaystyle (x_{1}+y_{1}{\sqrt {D}})^{n}=x_{n}+y_{n}{\sqrt {D}}.} Wówczas spełnione będzie równanie {\displaystyle (x_{1}-y_{1}{\sqrt {D}})^{n}=x_{n}-y_{n}{\sqrt {D}},} gdyż współczynnik całkowity wyrażenia po lewej stronie pozostanie taki sam jak był, a współczynnik przy {\displaystyle {\sqrt {D}}} jedynie zmieni znak.
Zatem
{\displaystyle x_{n}^{2}-Dy_{n}^{2}=(x_{n}+y_{n}{\sqrt {D}})\cdot (x_{n}-y_{n}{\sqrt {D}})=(x_{1}+y_{1}{\sqrt {D}})^{n}\cdot (x_{1}-y_{1}{\sqrt {D}})^{n}=(x_{1}^{2}-Dy_{1}^{2})^{n}=1^{n}=1.}
Z pewnością pary {\displaystyle (x_{n},y_{n})} są parami różne (gdyż {\displaystyle x_{1}+y_{1}{\sqrt {D}}\neq 1}), a zatem istotnie dostajemy nieskończenie wiele różnych rozwiązań równania Pella.

## Przykład
Znajdźmy kilka rozwiązań równania Pella dla {\displaystyle D=3.} Generowane ułamki łańcuchowe to {\displaystyle {\tfrac {1}{1}},{\tfrac {2}{1}},{\tfrac {5}{3}},\dots } Już para {\displaystyle (x,y)=(2,1)} spełnia równanie {\displaystyle x^{2}-3y^{2}=1.} Mamy zatem {\displaystyle (x_{1},y_{1})=(2,1).}
Podnosimy więc do kolejnych potęg wyrażenie {\displaystyle (2+{\sqrt {3}}).}
Mamy zatem:
- {\displaystyle (2+{\sqrt {3}})^{2}=7+4{\sqrt {3}},(x_{2},y_{2})=(7,4),} faktycznie {\displaystyle 7^{2}-3\cdot 4^{2}=49-3\cdot 16=1}
- {\displaystyle (2+{\sqrt {3}})^{3}=26+15{\sqrt {3}},(x_{3},y_{3})=(26,15),} faktycznie {\displaystyle 26^{2}-3\cdot 15^{2}=676-3\cdot 225=1}